# 显脉木兰寄生
显脉木兰寄生（学名：Taxillus limprichtii var. liquidambaricola）为桑寄生科钝果寄生属下的一个变种。

## 扩展阅读
- 維基物種上的相關：显脉木兰寄生